# Bye Bye.
Singles de Nanase Aikawa
Yumemiru Shōjō Ja Irarenai
(1995) Like a Hard Rain
(1996)
Bye Bye. est le 2e single de Nanase Aikawa, sorti sous le label Avex Trax le 7 février 1996 au Japon. Il atteint la 19e place du classement de l'Oricon et reste classé pendant 11 semaines pour un total de 166 660 exemplaires vendus. La chanson titre a été utilisée comme thème musical pour le drama Handsome Man. Bye Bye. se trouve sur l'album Red et les compilations ID et Rock or Die.

## Liste des titres
| 1. | Bye Bye. (バイバイ。)                    |  |
| 2. | Jounetsu ni Shisu (情熱に死す)           |  |
| 3. | Bye Bye. (Original Karaoke) (バイバイ。) |  |